# Katrine Toft Væsel
Katrine Toft Væsel (født 21. oktober 1991) er en dansk mellemdistanceløber. 
Toft Væsel slog igennem på nationalt plan i 2007, hvor hun både vandt seniormedaljer ved DM og repræsenterede landsholdet ved to lejligheder: Europacupen på 800 meter og nordiske mesterskaber i cross. 
Hun blevi 2007 nummer 3 ved DM i kort cross, kun slået af Anna Holm Jørgensen og Ida Fallesen. Hun blev nummer 2 til DM 800 meter, efter Rikke Rønholt, og nummer 2 til DM 1500 meter, efter Ida Fallesen. Hun deltog også i 2007 ved både ungdoms-VM og ungdoms-OL.
I 2008, 09 og 10 vandt Væsel Søndersøløbet i Viborg.
Toft Væsel bor i Gammelstrup, som mellem Skive og Viborg. Hun stiller nu op for Skive AM, hvor hendes træner er Jan Gram, men løb tidligere for Stoholm IF.

## Internationale ungdomsmesterskaber
- 2007  UVM  800 meter 36.plads 2.14,86
- 2007  Ungdoms-OL  800 meter 19.plads 2.19,80
- 2007  U20-NM  1500 meter  Sølv 4.38,93
- 2007  U20-NM  800 meter 7.plads 2.16,20
- 2006  U20-NM  4km cross 9.plads 18.31

## Danske mesterskaber
- Sølv 2007 800 meter 2.15,61
- Sølv 2007 1500 meter 4:51,36
- Bronze 2007 kort cross country